# Episodi di Psych (prima stagione)
La prima stagione della serie televisiva Psych è stata trasmessa in prima visione negli Stati Uniti d'America da USA Network dal 7 luglio 2006 al 2 marzo 2007.
In Italia la stagione è stata trasmessa in prima visione dal canale pay Steel dal 19 gennaio al 16 marzo 2008, mentre in chiaro è stata trasmessa da Rete 4 dal 7 giugno al 2 agosto 2008 (senza tuttavia rispettare l'ordine originale degli episodi).
| nº | Titolo originale                                          | Titolo italiano                | Prima TV USA     | Prima TV Italia  |
| -- | --------------------------------------------------------- | ------------------------------ | ---------------- | ---------------- |
| 1  | Pilot                                                     | Agenzia investigativa "Psych"  | 7 luglio 2006    | 19 gennaio 2008  |
| 2  | The Spellingg Bee                                         | Maestro di parole              | 14 luglio 2006   | 19 gennaio 2008  |
| 3  | Speak Now or Forever Hold Your Piece                      | Indagine parallela             | 21 luglio 2006   | 3 febbraio 2008  |
| 4  | Woman Seeking Dead Husband - Smokers Okay, No Pets        | Cercasi defunto                | 28 luglio 2006   | 3 febbraio 2008  |
| 5  | 9 Lives                                                   | Telefono amico                 | 4 agosto 2006    | 10 febbraio 2008 |
| 6  | Weekend Warriors                                          | I guerrieri del fine settimana | 11 agosto 2006   | 10 febbraio 2008 |
| 7  | Who Ya Gonna Call?                                        | La casa stregata               | 18 agosto 2006   | 17 febbraio 2008 |
| 8  | Shawn vs. the Red Phantom                                 | Fumetto-mania                  | 25 agosto 2006   | 17 febbraio 2008 |
| 9  | Forget Me Not                                             | Confusi alla meta              | 19 gennaio 2007  | 24 febbraio 2008 |
| 10 | From the Earth to the Starbucks                           | L'ultimo pianeta               | 26 gennaio 2007  | 24 febbraio 2008 |
| 11 | He Loves Me, He Loves Me Not, He Loves Me, Oops He's Dead | La serata dei mini-incontri    | 2 febbraio 2007  | 2 marzo 2008     |
| 12 | Cloudy… With a Chance of Murder                           | Delitto tra le nuvole          | 9 febbraio 2007  | 2 marzo 2008     |
| 13 | Game, Set… Muuurder                                       | Fidarsi è bene...              | 16 febbraio 2007 | 9 marzo 2008     |
| 14 | Poker? I Barely Know Her                                  | Doppia coppia                  | 23 febbraio 2007 | 9 marzo 2008     |
| 15 | Scary Sherry: Bianca's Toast                              | La confraternita               | 2 marzo 2007     | 16 marzo 2008    |

## Agenzia investigativa "Psych"
- Titolo originale: Pilot
- Diretto da: Micheal Engler
- Scritto da: Steve Franks

### Trama
1986: In un ristorante il piccolo Shawn viene sottoposto a un test da parte del padre per decidere se potrà o meno avere il dolce, il ragazzo riesce a identificare a occhi chiusi il numero di persone che indossano dei cappelli nella stanza.

L'insegna dell'agenzia investigativa subito dopo l'apertura nell'episodio Pilota.

2006: Shawn, ormai adulto vive in maniera dissoluta e irresponsabile racimolando denaro con soffiate occasionali alla polizia, le quali si rivelano impeccabilmente esatte. Dopo aver contribuito all'arresto di un ladro ed essersi presentato a riscuotere la ricompensa il detective Lassiter si insospettisce e decide di arrestarlo con l'accusa di complicità. Per evitare la prigione, Shawn si finge un sensitivo e viene rilasciato seppur non creduto del tutto. Vick, capo ad interim della polizia, lo sente dichiararsi sensitivo e dunque lo assume per risolvere il caso del rapimento di Camden McCallum.
Grazie all'aiuto dell'amico di sempre Gus e del padre Henry con cui si riconcilia dopo anni, Shawn scopre che in realtà Camdem è stato assassinato assieme all'amico Malcolm Orso proprio da suo padre in quanto aveva scoperto il piano dei due di inscenare il rapimento e chiedere un riscatto.
Il successo convince Shawn ad aprire un'agenzia investigativa insieme a Gus e mettersi al servizio del Dipartimento di Polizia di Santa Barbara. Tale agenzia viene battezzata Psych (da "Psychyc": sensitivo in inglese).
- Altri interpreti: Anne Dudek (Lucinda Barry), Josh Haden (Shawn da bambino), Don S. Davis (sig. McCallum), Pascale Hutton (Katarina McCallum), P. Lynn Johnson (sig.ra McCallum), Jason Bryden (Camden McCallum), Robert Parent (Malcolm Orso), Patricia Idlette (Agente Allen), Sage Brocklebank (Buzz McNab).
- Ascolti USA: telespettatori 6 060 000[1].

## Maestro di parole
- Titolo originale: Spelling Bee
- Diretto da: Mel Damski
- Scritto da: Steve Franks

### Trama
1989: Gus a una gara di spelling a scuola si blocca sulla parola "aggiornamento" sbagliando per colpa di un suggerimento errato di Shawn.
2006: Shawn incontra per la prima volta Jules e fa una figuraccia con lei disturbandola durante il suo primo appostamento. In seguito Gus lo trascina a vedere la gara Spelling Bee, dove assistono alla morte dell'ex campione nazionale, che ricopriva il ruolo di direttore di gara, trovandosi così coinvolti nel caso. Indagando emerge un collegamento tra la morte dell'uomo e la recente squalifica del promettente Brendon Wu, finito al pronto soccorso preda di uno svenimento. Il ragazzo era stato infatti sabotato dal padre di un altro concorrente intenzionato a far vincere il figlio e, quando il direttore l'aveva scoperto, l'uomo si è visto costretto a ucciderlo. Shawn rivela a Gus di avergli dato apposta un suggerimento sbagliato vent'anni prima perché se avesse vinto sarebbe finito come i ragazzi in gara allo Spelling Bee: stressati, alienati e competitivi vittime di genitori troppo pretenziosi.
- Altri interpreti: Kyle Pejpar (Shawn da bambino), Julien Hill (Gus da bambino), Richard Zeman (Miklos Prochazka), Alexander Calvert (Jiri Prochazka), Bud Collins (se stesso), Alex Bruhanski (Cavanaught), Issey Lamb (Brendan Wu), Winnie Hung (madre di Brendon Wu).
- Ascolti USA: telespettatori 4 710 000[2].
- Curiosità: Rete 4, nella messa in onda in prima TV in chiaro dell'episodio, non ne ha trasmesso i primi 3 minuti e 20 secondi, così facendo non ha presentato la new entry: "Jules" O'Hara, la nuova partner del detective Lassiter, cambiata tra il primo e il secondo episodio per via della relazione sentimentale, non permessa, nata con la sua precedente partner, Lucinda Barry.

## Indagine parallela
- Titolo originale: Speak Now or Forever Hold Your Piece
- Diretto da: Michael Zinberg
- Scritto da: Steve Franks

### Trama
1985: Henry rimprovera duramente il figlio mentre questi sta giocando a nascondino, l'uomo coglie l'occasione del gioco per ribadire al ragazzo come occorra essere silenziosi durante un pedinamento.
2006: Shawn annoiato da un caso troppo facile e tedioso decide di seguirne clandestinamente un altro riguardante il furto del prezioso anello matrimoniale del figlio del procuratore distrettuale Maxwell. Per farlo si avvicina alla famiglia riuscendo a ottenere un appuntamento con la sorella dello sposo e a farsi invitare al matrimonio e si fa passare per un agente segreto con la direzione dell'albergo in cui verrà celebrata la cerimonia per agire con la collaborazione di tutti.
Il suddetto anello parrebbe essere stato trafugato da una cassaforte impenetrabile, mentre Lassiter ipotizza che si tratti di un professionista, Jules è più portata a credere che sia qualcuno di vicino alla famiglia e che quindi ne aveva l'accesso, ma nessuno ascolta le sue intuizioni in quanto ultima arrivata, nessuno a parte Shawn che decide di aiutarla a seguire la sua pista.
Il "sensitivo" e la detective conducono quindi un'indagine parallela a quella di Lassiter dalla quale emerge che proprio la sorella della sposa (nonché organizzatrice dell'evento) è la colpevole del furto, invidiosa del fatto che il padre non avesse dato l'anello a lei.
- Altri interpreti: Liam James (Shawn da bambino), Gina Holden (Bethany), Diego Klattenhoff (Dylan Maxwell), Christine Chatelain (Lacey Maxwell), Guy Fauchon (Dietrich Mannheim), Patricia Drake (Elaine), Sage Brocklebank (Buzz McNab), Cam Chai (Bellman).
- Ascolti USA: telespettatori 4 690 000[3].

## Cercasi defunto
- Titolo originale: Woman Seeking Dead Husband - Smokers Okay, No Pets
- Diretto da: Jeff Melman
- Scritto da: Steve Franks

### Trama
1989: Henry trascina il figlio in un appostamento a notte fonda per cogliere sul fatto il vicino di casa che gli ruba il giornale tutte le mattine.
2006: Shawn e Gus vengono assunti dalla vedova del rapinatore di banche Roger Blaine in quanto due suoi ex-complici stanno per essere rilasciati ed essa teme la verranno a cercare per il bottino dell'ultimo colpo del marito, che perse la vita poco dopo averlo nascosto. La donna vorrebbe che Shawn si mettesse in contatto con lo spirito di Roger per sapere dove questi ha nascosto i soldi.
Con una serie di sedute spiritiche fasulle e di indagini segrete i due scoprono che Roger è ancora vivo e da tre anni cerca di ritrovare il punto in cui nascose il bottino, inoltre emerge che la vera mente dietro il colpo era proprio sua moglie determinata a impossessarsi della refurtiva che la banda non aveva spartito con lei. Lo stesso Roger ha inscenato la sua morte per liberarsi dalle manie di grandezza della donna.
- Altri interpreti: Liam James (Shawn da bambino), Anne Marie DeLuise (Raylene Wilcroft), Steve Bacic (David Morrison Wilcroft), Ben Cotton (Barlow), Keith Dallas (Shanks), Terry D. Stevens (Roger Blaine), Katey Wright (Ellen), Jim Shepard (Clark), Sage Brocklebank (Buzz McNab), Patricia Idlette (Agente Allen).
- Ascolti USA: telespettatori 4 350 000[4].

## Telefono amico
- Titolo originale: 9 Lives
- Diretto da: Matt Shakman
- Scritto da: Andy Bergman

### Trama
1985: Shawn non trova la sorpresa in un pacchetto di cereali e Henry coglie l'occasione per dargli un'altra lezione importante: le cose possono cambiare a seconda della prospettiva da cui le guardi, girando la scatola sul fondo, infatti, il bambino trova l'ambita sorpresa.
2006: Un maniaco depressivo ossessionato dal telefono amico viene trovato morto apparentemente suicida, Shawn è però convinto che si sia trattato di omicidio e, grazie a Jules, che gli passa i fascicoli del caso in segreto, riesce a trovare il modo di avvalorare la sua teoria trasferendo l'ufficio della sua agenzia nei locali del telefono amico e scoprendo così che il colpevole dei "suicidi" è un operatore disgustato dalla debolezza dei depressi e dal loro modo di affrontare i problemi che li uccide dopo che questi chiamano il telefono amico.
- Altri interpreti: Liam James (Shawn da bambino), Sage Brocklebank (Buzz McNab), Scott Michael Campbell (Wes Hiltonbock), Carlos Jacott (Terrance), Michael Adamthwaite (Rory Derkins), Mark Mcchonchie (Stanley Tilden), Chris Eastman (David).
- Ascolti USA: telespettatori 4 720 000[5].

## I guerrieri del fine settimana
- Titolo originale: Weekend Warriors
- Diretto da: John Fortenberry
- Scritto da: Douglas Steinberg

### Trama
1986: Henry lancia un razzo nel bosco e dice a Shawn e Gus che il primo che glielo riporterà avrà un gelato; i bambini lo cercano tutto il pomeriggio ma quando tornano dall'uomo il razzo è in mano sua. Il poliziotto ha infatti usato una scorciatoia per precedere i ragazzi e così insegnar loro a osservare tutti i percorsi possibili.
2006: Durante una rievocazione storica della Guerra Civile Americana organizzata da Lassiter uno degli attori, Nelson Poe, viene ucciso da un vero proiettile, per scoprire il colpevole Shawn, Gus e Jules prendono parte alla rievocazione scoprendo che l'omicidio è avvenuto per errore e il vero obbiettivo era l'infermiera da campo (ora impersonata da O'Hara) che fuori dalla scena è un agente assicurativo, Il costumista infatti stava attuando una frode assicurativa con la sua complicità ma all'ultimo aveva deciso di tagliarla fuori dal progetto per intascarsi tutto, per sbaglio però Poe l'aveva scoperto e lui l'ha ucciso per metterlo a tacere.
- Altri interpreti: Liam James (Shawn da bambino), Isaah Brown (Gus da bambino), Peter Michael Goetz (Griffin Mahoney), John Ross Bowie (George Cheslow), Claire Coffee (Sally Newcomb), Kaja Gjesdal (Erlene Cheslow), Gabe Khouth (Luke Bauer), Colby Wilson (Mort Lindstorm), Yves Camerson (Nelson Poe), Alex Green (Quantrill).
- Ascolti USA: telespettatori 4 760 000[6].

## La casa stregata
- Titolo originale: Who Ya Gonna Call?
- Diretto da: Michael Lange
- Scritto da: John J. Shakman e Kerry Lenhart

### Trama
1986: Shawn inseguito da un bullo si rifugia in casa sua ma il padre gli dice che "un vero uomo non scappa dai problemi ma li risolve" e così lo costringe a uscire per trovare una via diplomatica col bulletto, cosa che riesce a fare svelandogli come merce di scambio la sequenza di risposte esatte usate dalla maestra di matematica nei test.
2006: Shawn e Gus vengono assunti da un uomo che è convinto che casa sua sia infestata da uno spettro che lo vuole morto, nel frattempo Lassiter e Jules indagano sul misterioso omicidio di un chirurgo avvenuto per mano di una persona che ufficialmente non esiste.
I due casi si rivelano collegati poiché il cliente di Psych non è affatto tormentato da uno spettro, bensì da una seconda personalità completamente autonoma e indipendente intenzionata a cambiare sesso e che per questo aveva contattato il chirurgo in questione, tuttavia è subentrata una terza personalità violenta contraria all'operazione che l'ha ucciso.
I detective riescono a fermarlo prima che uccida un'altra dottoressa.
- Altri interpreti: Liam James (Shawn da bambino), Nico Mceown (Bullo), Frank Whaley (Robert Dunn/Regina/Martin), Tracy Trueman (Amy), Katya Virshilas (Dagmar), Sage Brocklebank (Buzz McNab), John Dadey (dott. Blinn), Claire Riley (dott. Drake), Aaron Grail (Leslie).
- Ascolti USA: telespettatori 3 920 000[7].

## Fumetto-mania
- Titolo originale: Shawn vs. the Red Phantom
- Diretto da: John T. Kretchmer
- Scritto da: Anupam Nigam

### Trama
1986: Henry rimprovera Shawn per essersi fatto prestare dei fumetti da Gus, dicendosi contrario a tali letture in quanto descrivono i poliziotti come degli incapaci che aspettano che altri facciano il loro lavoro e dunque li proibisce al figlio.
2006: Jules deve gestire quasi tutto il lavoro in ufficio in quanto Lassiter e il capo Vick sono a un convegno fuori città, quindi chiede aiuto a Shawn per un caso di rapimento, il ragazzo accetta seppur dovrà svolgere il lavoro in via gratuita.
Indagando scopre che il ragazzino scomparso era diretto alla convention di fumetti di fantascienza tenutasi a Santa Barbara e dunque decide di indagare a partire da lì, spacciando lui e Gus per gli assistenti di George Takei (riuscendo a convincere lo stesso) per non pagare l'ingresso.
I due investigatori privati si trovano tuttavia coinvolti in una serie di sparizioni misteriose.
Parallelamente Vick partorisce e Lassiter l'accompagna in ospedale e assiste al suo travaglio.
Shawn e Gus scoprono che il colpevole di tutti i rapimenti avvenuti è l'autore de Lo Spettro Verde fumetto trasportato sul grande schermo in una pellicola stroncata dalla critica fino al punto da rovinare la sua carriera, ragion per cui ha deciso di vendicarsi sui suddetti critici.
Dopo aver risolto il caso Shawn firma un contratto con una casa editrice per autorizzarla a produrre un fumetto ispirato a lui: The Psych Man.
- Altri interpreti: Liam James (Shawn da bambino), George Takei (se stesso), Brian Markinson (Hiltz Kooler), Bre Blair (Talia), Julius Chapple (Dent), Wanda Cannon (Leslie Brayfogle), David Nykl (coordinatore dell'evento), Calum Worthy (Malone Brayfogle).
- Ascolti USA: telespettatori 4 600 000[8].

## Confusi alla meta
- Titolo originale: Forget Me Not
- Diretto da: Mel Damski
- Scritto da: William Rabkin e Lee Goldberg

### Trama
1986: A una gita scolastica allo zoo Shawn prende in giro Trish Connors, una compagna di classe goffa e bruttina che, arrabbiata, gli lancia una palla da tennis sbagliando mira e facendola finire in bocca a uno struzzo il quale, per poco, non soffoca. la colpa ricade su Shawn che viene punito perché si rifiuta di fare la spia, solo il capitano Brett Connors, padre di Trish, crede alla sua innocenza.
2006: Trish Connors divenuta adulta e bellissima si presenta alla Psych facendo girare la testa sia a Shawn che a Gus, la ragazza è venuta perché il padre, da tempo malato di alzheimer, afferma di aver risolto un omicidio di cui tuttavia non ricorda né il colpevole né la vittima, nessuno (nemmeno Henry e la polizia) gli crede e per questo si è rivolto a Shawn.
Connors ha scoperto che un ragazzo apparentemente sbranato dai puma sia stato in realtà assassinato, ma il caso presenta analogia con uno avvenuto vent'anni prima tanto da far pensare che il capitano stia confondendo passato e presente, in realtà i due delitti sono legati tra loro e Connor aveva scoperto proprio questo. La moglie del miliardario Mort Crocker si è infatti sbarazzata prima dell'amante del marito e, vent'anni dopo, del figlio nato dalla relazione segreta tra i due, sempre servendosi dei puma e dell'aiuto di suo fratello: il ranger De Soto.
Trish ringrazia Shawn per l'aiuto ma lui flirtando con lei rivanga la storia dello struzzo facendola arrabbiare e perdendo la sua occasione.
- Altri interpreti: Liam James (Shawn da bambino), Isaah Brown (Gus da bambino), Rachel Pattee (Trish da bambina), Michael St. John Smith (Mort Crocker), Gardiner Millar (ranger De Soto), Kirsten Williamson (Joan), Lara Gilchrist (Sabrina Vito), Lisa Banes (Edna Crocker), Karen Kruper (Ms. Bodansky), Ryan Bauer (Mike McMillan), Ashley Williams (Trish adulta), Kurtwood Smith (capitano Brett Connors).
- Ascolti USA: telespettatori 3 780 000[9].

## L'ultimo pianeta
- Titolo originale: From the Earth to the Starsbucks
- Diretto da: Michael Zinberg
- Scritto da: Steve Franks

### Trama
1987: Al supermercato Henry tenta di dare una lezione a Shawn sulla parsimonia dandogli i soldi necessari per prendere un determinato numero di merendine ma non oltre, tuttavia quando arriva alla cassa scopre di essere il 1000000º cliente del negozio, vincendo quindi una bici e dei buoni sconto per comprare altre dozzine di barrette di cioccolato sotto lo sguardo sgomento del padre.
2006: In un bar Shawn incontra Lassiter completamente ubriaco e depresso; il detective gli rivela che quello è l'anniversario della sua separazione dalla moglie (che non è avvenuta da sei mesi ma da due anni) ammettendo di ritenere Shawn migliore di lui e di considerarsi un fallito, dopodiché sviene. Allibito Shawn decide di risolvere il caso su cui l'uomo sta lavorando da settimane senza successo e dare il merito a lui per sollevargli il morale.
Inizia dunque a indagare con l'identità del detective ma viene subito scoperto da Jules e di fronte all'insistenza della ragazza ammette il suo piano, ottenendo subito anche la sua collaborazione.
Dunque Gus, Shawn e Jules fanno squadra e indagano su un omicidio avvenuto all'osservatorio astronomico smascherando l'assassinio di un astronomo che aveva scoperto un nuovo pianeta extrasolare trovando la morte per mano di un collega invidioso. Il terzetto raggira Lassiter facendogli credere che il caso sia stato risolto delle sue intuizioni restituendogli così la sua autostima.
- Altri interpreti: Liam James (Shawn da bambino), Isaah Brown (Gus da bambino), Kathleen Duborg (Mary Vallery), Richard Kind (Hugo), Nicole Lyn (Jessica), Ryan Robbins (Vernon Stallings), Tamara Mello (Amanda), Eric Hempsall (Clerk).
- Ascolti USA: telespettatori 3 700 000[10].

## La serata dei mini-incontri
- Titolo originale: He Loves Me, He Loves Me Not, He Loves Me, Oops He's Dead
- Diretto da: Tim Matheson
- Scritto da: Andy Berman

### Trama
1985: Shawn torna a casa nascondendo un occhio nero al padre che però se ne accorge e si fa raccontare dal figlio cos'è successo; una bambina di nome Elisabeth l'ha colpito perché non la stava ascoltando mentre parlava. Il padre allora gli dà quattro dritte sulle donne: ascoltare tutto ciò che dicono fin nei dettagli, prevedere cosa vorrebbero gli rispondessi, fargli sempre complimenti e mai domandargli età o peso. Il bambino assimila le informazioni che in futuro saranno la base degli unici rapporti umani in cui non sbaglierà mai, quelli con l'altro sesso.
2006: Un uomo si sveglia nudo in un campo e va alla centrale credendo di essere stato rapito dagli alieni, il caso viene archiviato come mitomane ma nel giro di due giorni altre due persone si trovano nelle stesse condizioni, uno dei quali morto. Il dipartimento indaga sul possibile collegamento tra le vittime: hanno tutti partecipato a una serie di incontri-flash per single.
Shawn, Gus, Lassiter e Jules partecipano dunque alla sera dei mini-incontri per trovare un sospetto. La serata non va bene, Lassiter non trova nessuno, Jules e Shawn ottengono il 100% nel test di compatibilità e Gus esce con una ragazza che sembrerebbe corrispondere al profilo dell'assassina ma si rivela solo un'altra pista falsa. L'illuminazione arriva dai drink distribuiti ai partecipanti, i quali sono stati corretti con una sostanza psicotropa per disorientare le vittime designate così da derubarle e scaricarle in un campo per confonderle, dietro a tutto ci sono il proprietario del bar e sua moglie.
Jules parla con Shawn per chiarirsi sul test ed evitare situazioni imbarazzanti in futuro; il "sensitivo" già imbarazzato le dice di avere semplicemente copiato il suo test con i suoi "poteri" lei capisce che sta mentendo, ma finge di credergli.
- Altri interpreti: Liam James (Shawn da bambino), Colin Cunningham (Marvin), Teryl Rothery (Glenda), Malcolm Scott (Fred Turk), Malcolm Scott (Turk), Peter Benson (Philippe Keiser), Michelle Grigor (Elizabeth), Ellie Harvie (Lorraine), Mayte Garcia (Dacy), Aaron Dudley (Kyle), Alana Husband (Natasha), Geoff Gustafson (proprietario del bar).
- Ascolti USA: telespettatori 3 810 000[11].

## Delitto tra le nuvole
- Titolo originale: Cloudy… With a Chance of Murder
- Diretto da: Lev L. Spiro
- Scritto da: Andy Berman

### Trama
1985: Henry porta il figlio in tribunale ad assistere a un processo e insegnargli come capire quando una persona è sincera, sta mentendo, è sicura di vincere o tutt'altro.
2006: Un presentatore meteorologico noto con la reputazione di playboy, viene trovato pugnalato al cuore nel suo ufficio e del suo omicidio viene incriminata l'ultima della sua lunga fila di amanti, guardando la sua dichiarazione in TV, tuttavia, Shawn capisce dallo sguardo della donna la sua innocenza e, trovatosi in tribunale per rientrare in possesso della sua Harley Davidson, sequestrata per divieto di sosta, decide di improvvisarsi avvocato e dare una mano all'imbranato difensore della donna, Adam Hornstock.
Il "sensitivo" fa un'arringa in tribunale aiutato da Gus e Hornstock dimostrando che la vera colpevole dell'omicidio è la segretaria dell'uomo, invaghita di lui e gelosa delle sue relazioni.
Alla fine dell'episodio, Shawn, recatosi alla centrale per partecipare a un'asta e ricomprare la sua moto, incontra suo padre e Hornstock che gli propongono di pagarla al suo posto, ma, con grande sorpresa di tutti, McNab dichiara che la moto è stata ritirata dall'asta grazie a un "interno". Dalla porta del magazzino esce Lassiter, lasciando intuire che, probabilmente, è stato lui a ritirare la moto dall'asta.
- Altri interpreti: Liam James (Shawn da bambino), Michael Weston (Adam Hornstock), Jolie Jenkins (Sandra Panitch), Scott Mosenson (Phelps), Donnelly Rhodes (giudice Horace Leland), O.L. Bramble (Bailiff), Keegan Connor Tracy (Priscilla Osterman), Mark Brandon (Jackson Hale), Michael Eklund (Ruben Leonard), Sage Brocklebank (Buzz McNab).
- Ascolti USA: telespettatori 3 600 000[12].

## Fidarsi è bene...
- Titolo originale: Game, Set... Muuurder
- Diretto da: James L. Conway
- Scritto da: Anupam Nigam

### Trama
1985: Shawn e Gus giocano a battaglia navale e hanno un litigio quando Gus, che non è riuscito a colpire neanche una delle navi di Shawn, lo accusa di barare. L'intervento del padre rivela che Shawn stava effettivamente giocando senza aver disposto i pezzi, per punirlo il padre lo costringe a fare una partita con una nave in meno, così che capisca cosa si prova a essere imbrogliati.
2006: Shawn indaga sulla scomparsa di una promettente giocatrice di tennis che doveva disputare un torneo in città, mentre Gus è a un campeggio con il suo capo e i suoi colleghi. Il finto sensitivo trova le prove che la tennista sia fuggita col suo nuovo ragazzo e fa "evadere" Gus dal campeggio con la scusa di una nonna malata ma, arrivato sul posto in cui è sicuro di trovare la coppia, scopre la ragazza picchiata a sangue, fortunatamente viva, ma priva di sensi.
La colpa ricade su uno stalker che la perseguitava da tempo ma Shawn scopre la verità nascosta: il colpevole è un fotografo della polizia che le faceva servizi come freelance per sbarcare il lunario e con cui aveva avuto una relazione che il carattere volubile di lei stava per rompere. Il motivo per cui non sembrava possibile era che quest'ultimo aveva manipolato i referti fotografici del caso.
- Altri interpreti: Liam James (Shawn da bambino), Isaah Brown (Gus da bambino), Christopher Moynihan (Tom), Thomas Kopache (Leonard Sirtis), David Kopp (Kellen), Santo Lombardo (Felix Alvarez), Loren Gibson (Deanna Sirtis), Chelah Horsdale (Beth), Justin Wong (Eve).
- Ascolti USA: telespettatori 3 200 000[13].

## Doppia coppia
- Titolo originale: Poker? I Barely Know Her
- Diretto da: Joanna Kerns
- Scritto da: Douglas Stenberg, John J. Sakmar e Kerry Lenhart

### Trama
1985: Shawn gioca a poker con gli agenti della centrale di polizia e riesce a vincere tutte le partite e parecchi soldi, quando però il padre lo scopre da tutto in beneficenza per insegnagli che il semplice fatto che riesca a vincere facilmente non gli dà il diritto di approfittarsi degli altri.
2006: Shawn e Gus vengono a sorpresa assunti da Henry e dal suo amico Bill Peterson per rintracciare Brandon, il figlio scomparso di questi. Shawn prende il caso sul personale in quanto venuto da una raccomandazione del padre e in breve scopre che il ragazzo ha enormi debiti di gioco con un noto giocatore di poker locale, J. P. Berger.
Intanto Jules si prodiga per organizzare a Lassiter una festa a sorpresa per il suo compleanno, ignorando i consigli del capo Vick, che tenta inutilmente di dissuaderla dal provarci. Travolta dall'entusiasmo Jules ruba l'agenda di Lassiter sperando di scoprire qualcosa sui suoi gusti (ignara che sia in realtà il suo libro nero degli arresti).
Shawn, Gus, Henry e Peterson trovano Brandon in un casinò mentre sta per disputare un torneo di poker al fine di estinguere il debito, essendo troppo tardi per una ritirata Shawn decide di infrangere la promessa fatta anni prima e disputare la gara al posto del figlio di Peterson per avere la certezza di vittoria, inoltre scopre che Berger usa un trucco e lo fa squalificare. Nonostante abbia vinto 7 milioni di dollari Shawn decide di non volerli con sé in quanto vinti col gioco e li scommette tutti sul numero sbagliato della roulette per liberarsene.
O'Hara, nell'epilogo, scopre di aver involontariamente fornito a tutte le persone arrestate da Lassiter il suo indirizzo di casa.
- Altri interpreti: Liam James (Shawn da bambino), Dan Lauria (Bill Peterson), Kris Lemche (Brandon Peterson), Debra Mooney (sig.ra Lassiter), Chris W. Martin (J. P. Berger) Jase-Anthony Griffith (Frank), Jason Coleman (Joe), Ian Carter (Chet).
- Ascolti USA: telespettatori 3 740 000[14].

## La confraternita
- Titolo originale: Scary Sherry: Bianca's Toast
- Diretto da: John Landis
- Scritto da: James Roday e Steve Franks

### Trama
1987: La sera della festa di Halloween Shawn e Gus vanno a fare dolcetto o scherzetto con Henry ma, sulla via del ritorno, la sua volante capta un'emergenza al manicomio Wispy Suny Pines e vedono una ragazza buttarsi dalla finestra.
2006: Jules riceve la sua prima missione ufficiale sotto copertura, deve fingersi una ragazza appartenente a una confraternita studentesca per indagare su un omicidio avvenuto proprio all'ormai abbandonata Wispy Suny Pines, tale omicidio è stato in realtà archiviato come suicidio e caso di emulazione ma, visti alcuni dettagli incerti, il dipartimento ha deciso di indagare più a fondo. Le studentesse stanno infatti venendo sterminate una dopo l'altra e assistono in continuazione a fenomeni che sembrano paranormali e questo avviene anche dopo che vengono trovate le colpevoli dell'incidente capitato durante l'iniziazione che ha provocato la morte della ragazza.
Nel frattempo a Lassiter viene affidata una nuova insopportabile recluta che gli provoca costantemente dei guai, la detective Goochberg, ancora più anziana di lui e che ha subito diversi interventi e crede che fare il poliziotto significa azione, anche se dopo il suo primo inseguimento (di un innocente) viene ricoverata per infarto.
Henry rivela al figlio e all'amico che quella notte riuscì a afferrare la ragazza (che in seguito fu curata e dimessa e ora è moglie e madre), quando loro non vedendola più pensarono che era morta, quindi la maledizione non esiste
Il "sensitivo" scopre infine che dietro agli omicidi c'è Alice Bundy, la migliore amica della ragazza morta durante l'iniziazione, furiosa con le ragazze della confraternita poiché disgustata dal modello che rappresentano e il cui tentativo di emulazione è costato la vita all'amica; nel proseguire della sua vendetta Alice cerca di uccidere anche Jules ma la reazione estremamente violenta della detective (stancatasi di recitare la parte della ragazza stupida e superficiale) la neutralizza
Liberatosi di Groochberg, Lassiter si lamenta col capo Vick per avergliela affidata e gli chiede se fosse una sorta di punizione, lei risponde allibita che pensava sarebbero andati d'accordo poiché, a suo parere, incredibilmente simili; Lassiter si rattrista nel rendersi conto che tutti i suoi colleghi e il suo capo lo vedano come la Groochberg; poi, però, mentre si aggira sconsolato per i corridoi Shawn, Gus e Jules gli lanciano un biscotto della fortuna sorridendogli e facendogli capire che, in fondo, degli amici li ha.
- Altri interpreti: Liam James (Shawn da bambino), Isaah Brown (Gus da bambino), Mercedes Ruehl (detective Groochberg), Shannon Woodward (Alice Bundy), Gina Stockdale (Poppy), Crystal Lowe (Eden), Chelan Simmons (Bianca), Alex Breckenridge (Betty), Chad Krowchuk (Butcher), Amanda Lisman (Doreen Fumber).
- Ascolti USA: telespettatori 4 480 000[15].
- Curiosità: questo è il primo episodio scritto da James Roday.